# Glyptorhaestus selandrivorus
Glyptorhaestus selandrivorus är en stekelart som först beskrevs av Giraud 1872.  Glyptorhaestus selandrivorus ingår i släktet Glyptorhaestus och familjen brokparasitsteklar. Inga underarter finns listade i Catalogue of Life.